# San Agustín Atenango
San Agustín Atenango è un comune del Messico, situato nello stato di Oaxaca.